# Relações entre Marrocos e Paquistão
As relações entre Marrocos e o Paquistão são as relações diplomáticas estabelecidas entre o Reino de Marrocos e a República Islâmica do Paquistão. Os dois países têm tido relações tradicionalmente fortes e cordiais desde a década de 1950, quando ambos concordaram em iniciar conversas diplomáticas logo após a independência do Paquistão do Reino Unido. O Marrocos possui uma embaixada em Islamabad, enquanto o Paquistão mantém uma embaixada em Rabat.

## Relações bilaterais
Ambos os países têm cooperado significativamente e continuam a expandir amplamente as suas relações. No passado, o Paquistão disse que não reconhecia a autoproclamada República Árabe Saarauí no Saara Ocidental, e que o estatuto da região é disputado e permanece por decidir através de resoluções da ONU, tendo manifestado o seu apoio ao ponto de vista marroquino de que o litígio é um assunto interno.

## Relações económicas
No final de 2007, o embaixador marroquino, Mohammed Rida El Fassi, convidou e incentivou os empresários e homens de negócios paquistaneses a aproveitarem o Acordo de Livre Comércio (ALC) de Marrocos com os Estados Unidos e a União Europeia (UE), principalmente no setor têxtil e no setor do pronto-a-vestir. Em reunião com o vice-presidente da Federação das Câmaras de Comércio e Indústria do Paquistão (FPCCI), Zubair Tufail, o embaixador disse que, no âmbito do ALC, Marrocos tem livre acesso ao mercado de pronto-a-vestir para os Estados Unidos, um grande mercado neste setor. “Marrocos é um grande exportador de roupas pronto-a-vestir para a Europa e convidamos as empresas paquistanesas a compartilhar a exportação marroquina para a Europa”, disse Fassi. O embaixador passou a convidar as empresas paquistanesas a instalarem unidades de vestuário em Marrocos, onde até um acréscimo de valor de 30% é aceitável para a União Europeia.
O vice-presidente da FPCCI, Zubair Tufail, aceitou e saudou por sua vez a oferta do embaixador e destacou que o setor privado de ambos os países se aproximará para abrir novas possibilidades de comércio bilateral. Atualmente, as exportações do Paquistão para Marrocos são de 11,5 milhões de dólares americanos, enquanto que as exportações de Marrocos para o Paquistão chegam a 147 milhões.